# Mazcuerras
Mazcuerras è un comune spagnolo di 2 087 abitanti situato nella comunità autonoma della Cantabria, comarca di Saja-Nansa.
Il suo territorio si trova nella valle del Saja sulle ultime alture della Sierra del Escudo de Cabernuiga ed è composto da sette nuclei abitati: Cos, Herrera de Ibio, Ibio, Riaño de Ibio, Sierra de Ibio, Villanueva de la Peña e Mazcuerras, capoluogo distante 46 km da Santander, capitale della regione.
L'andamento demografico del comune è stato costantemente di crescita con qualche oscillazione a partire dagli inizi del XX secolo e la vita media della popolazione è attualmente di 42 anni, indice di equilibrio fra anziani e giovani. Anche la distribuzione della popolazione attiva a seconda del settore d'impiego è abbastanza equilibrata con prevalenza del settore dei servizi con la quota del 37,8% seguito dall'industria con il 25,9%, dall'edilizia col 29,8% e dal settore agropastorale col 15,5%. Il tasso di attività è del 48% nettamente inferiore al valore medio regionale del 52,5% e il tasso di disoccupazione è dell'11% inferiore al valore medio regionale del 14,2%.

## Storia
A Mazcuerras e dintorni vi sono evidenze archeologiche che consentono di fissare al paleolitico superiore l'era della prima presenza umana nel territorio.
In epoca romana il territorio comunale era attraversato da una strada sussidiaria alla grande strada che collegava la Meseta alla costa cantabrica.
I primi riferimenti scritti riguardanti località dell'attuale comune di Mazcuerras si trovano in documenti che riguardano diritti e proprietà di monasteri. Nel Becerro de las Behetrias, raccolta d'atti riguardanti i diritti egli obblighi di località della Cantabria del 1351, appare citato Mazcuerras come appartenente alla Merindad de las Asturias de Santillana; la valle del Saja era sotto il potere religioso dell'Abadia de Santa Juliana di Santillana del Mar e il potere laico dei Castañeda.
Nella metà del XIV secolo subentrò la famiglia de la Vega-Mendoza confermata dal re Giovanni II nella persona di Íñigo López de Mendoza, nominato marchese di Santillana. Le signorie instaurate in quegli anni si rivelarono autoritarie ed oppressive e ciò determinò le proteste dei consigli delle Asturias de Santillana che fino ad allora erano state terre di realengo, cioè dipendenti direttamente dal re che le governava tramite un suo rappresentante lasciando il potere amministrativo ai consigli di ciascun paese. Il re non gradì la protesta e non accolse la richiesta avanzata di ritorno al realengo, e i Consigli di Cabezón e di altre località delle Asturias de Santillana si affidarono alle vie legali iniziando il cosiddetto Pleito de los nueve valles che terminò nel 1581 con la sentenza emessa dalla Real Chancilleria de Valladolid che accolse le ragioni dei consigli che furono pertanto restituiti al realengo.
Nel 1630 questi territori formarono la Provincia de las nueve Valles approvata dal re Filippo IV, germe della futura provincia di Santander.
Nel 1821 la Valle de Cabezón si divise in tre parti: Mazcuerras, Cabezón de la Sal e Casar che nel 1835 fu assorbita da Cabezón de la Sal.

## Monumenti e luoghi d'interesse
Ermita de la Virgen de la Peña a Villanueva, del XVI secolo oggi in abbandono, Ermita de Cintul a Cos, dello stesso secolo, Iglesia de Dan Pablo y San Juan del XVIII secolo a Ibio, Fortaleza de Julian Gutierrez de la Vega del XV secolo a Ibio, Casa y Capilla de Gomez de la Torre del 1710 a Riaño de Ibio.

## Feste
San Isidro Labrador il 15 maggio a Mazcuerras. Santiago Apostol il 25 luglio a Cos, Baile de Ibio l'ultima domenica di luglio ad Ibio, derivato dalla antica "danza della lancia" di origine guerriera. Si tratta di un ballo interpretato da uomini che portano una serie di verghe ornate da nastri multicolori che si esegue al suono dei corni e dei tamburi.
Altre feste sono: San Roque il 16 agosto a Sierra de Ibio e la festa di Ibio del 26 agosto.